# Fundación Gaia Amazonas
Gaia Amazonas es una organización no gubernamental colombiana, con sede en Bogotá, que trabaja desde hace más de 35 años de la mano de los pueblos indígenas amazónicos por la protección biológica y cultural del bioma.
Gaia Amazonas apoya proyectos de gestión sostenible, facilita sistemas de gobernanza ambiental y establece marcos jurídicos adecuados para el cumplimiento de los derechos de los pueblos indígenas amazónicos, todo ello gracias al trabajo conjunto con las Asociaciones de Autoridades Tradicionales Indígenas de la Amazonía - AATI.

## Historia
Fue fundada en 1990 por Martín von Hildebrand con el fin de acompañar de manera directa y permanente a comunidades y organizaciones indígenas en la definición y gestión de estrategias de desarrollo local sostenibles e interculturales, de políticas propias para la gobernanza de sus territorios, y de espacios de coordinación con los diferentes niveles de gobiernos.  Desde 2013, su hijo Francis von Hildebrand asumió la dirección y el liderazgo del equipo interdisciplinario de la organización.
Gaia Amazonas ha apoyado la consolidación de 19 gobiernos indígenas, la declaración de 25 millones de hectáreas como áreas protegidas bajo la figura de resguardos indígenas, la implementación de planes de conservación ambiental sobre 3 millones de hectáreas, la formación de 400 líderes ambientales y 100 agentes comunitarios de salud y el establecimiento de 85 escuelas comunitarias.

## Líneas de Trabajo
Gaia Amazonas trabaja implementando y fortaleciendo planes de conservación basados en el conocimiento tradicional de las comunidades indígenas, asegurando que tengan la autoridad y la capacidad para llevarlos a cabo.  Sus cuatro áreas de trabajo son: 
- Comunidades y territorios indígenas
- Gestión de Política Pública
- Sistemas de información
- Diálogos y saberes interculturales

## Áreas de Influencia
El área de trabajo de Gaia Amazonas se concentra en tres departamentos de la Amazonía colombiana (Guainía, Vaupés y Amazonas). Además, trabaja de manera articulada con otras organizaciones de la sociedad civil del bioma para protegerlo en su conjunto.  Tal es el caso de la Red Amazónica de Información Socioambiental Georreferenciada (RAISG) y el Corredor AAA - Andes Amazonas Atlántico.

## Distinciones
- Premio de Gestión Ambiental (Fundación Mulago, 2017)
- Premio de Liderazgo Tallberg  (Fundación Tallberg, 2015)
- Premio Skoll Empresariado   (Fundación Skoll, 2009)
- Order of the Golden Ark   (Reino de los Países Bajos, 2004)
- Premio Nacional de Ecología  (Gobierno de Colombia, 2004)
- Premio Nobel alternativo   (Premio Right Livelihood, 1999)
- Premio Nacional del Medio Ambiente  (Ministerio del Medio Ambiente, 1999)

## Citas
La Fundación Gaia no les lleva respuestas ni soluciones a los indígenas. Sólo les hace preguntas: “¿Ustedes para dónde van? ¿Qué quieren hacer? ¿Cuál es su cosmovisión, cuáles son sus sitios sagrados?”. Con base en ese diagnóstico que ellos hagan de su territorio se puede llegar a acuerdos. “Lo importante es que la ley se adapte a sus necesidades y no que ellos tengan que adaptarse a la ley”. Crear resguardos es crear espacios para que piensen. Crear leyes también es crear espacios para que piensen, sostiene. Martin Von Hildebrand
Nos destacamos por un trabajo integral, por la confianza que ya tienen en Gaia los indígenas y por la seriedad con que los actores del sector público nos ven. Por eso generamos esquemas de gobernanza ambiental que amplían las funciones de asociaciones tradicionales indígenas, porque en gran parte de los territorios indígenas no hay municipios, por lo que hay que buscar decretos que reconozcan su soberanía local. Francis von Hildebrand
El conocimiento indígena es muy importante porque nos puede aportar muchas formas de entender el Amazonas y manejarlo en grandes extensiones.  Martin Von Hildebrand
La fundación tiene una metodología de trabajo que es la de no llevar respuestas sino construirlas con la gente, sea en educación, salud, manejo ambiental o estrategias de gobierno local. El acompañamiento a las comunidades consiste en que ellas mismas construyan, definan y avancen en sus propios procesos. Francis von Hildebrand